# NGC 659
NGC 659 é um aglomerado aberto na direção da constelação de Cassiopeia. O objeto foi descoberto pela astrônoma Caroline Herschel em 1783, usando um telescópio refletor com abertura de 4,2 polegadas. Devido a sua moderada magnitude aparente (+7,9), é visível apenas com telescópios amadores ou com equipamentos superiores. 